# Rhizotrogus hirtipectus
Rhizotrogus hirtipectus är en skalbaggsart som beskrevs av Walker 1859. Rhizotrogus hirtipectus ingår i släktet Rhizotrogus och familjen Melolonthidae. Inga underarter finns listade i Catalogue of Life.